# Rhein-Main S-Bahn
A Rhein-Main S-Bahn egy S-Bahn hálózat Frankfurt am Mainban és környékén Németországban. A hálózat 9 vonalból áll, teljes hossza 303 km, melyen 111 állomás található. A hálózaton DB 425 sorozatú motorvonatok közlekednek,  munkanapokon kb. 500 000 utast szállítva el. A szerelvények általában 15 percenként járnak. Az első vonal 1978. május 28-án nyílt meg.

## Vonalak
| Járat | Útvonal                                                 | Megnyitás | Hossza (km-ben) | Állomások száma | Menetidő (percben) | Átlagsebesség (km/h-ban) | Vasútvonal |
| ----- | ------------------------------------------------------- | --------- | --------------- | --------------- | ------------------ | ------------------------ | --- |
| S1    | Wiesbaden Hbf ↔ Rödermark-Ober-Roden                    | 1978–2003 | 72              | 32              | 87                 | 50                       | Taunus-Eisenbahn – Main-Lahn-Bahn – City-Tunnel Frankfurt – City-Tunnel Offenbach – Rodgaubahn                 |
| S2    | Niedernhausen (Taunus) ↔ Dietzenbach Bhf                | 1978–2003 | 55              | 27              | 68                 | 48                       | Main-Lahn-Bahn – City-Tunnel Frankfurt – City-Tunnel Offenbach – Rodgaubahn                                    |
| S3    | Bad Soden (Taunus) ↔ Darmstadt Hbf                      | 1978–1997 | 50              | 30              | 65                 | 45                       | Limesbahn – Kronberger Bahn – Homburger Bahn – City-Tunnel Frankfurt – Main-Neckar-Bahn                        |
| S4    | Kronberg (Taunus) ↔ Langen (↔ Darmstadt Hbf)            | 1978–1997 | 34              | 22              | 48                 | 42                       | Kronberger Bahn – Homburger Bahn – City-Tunnel Frankfurt – Main-Neckar-Bahn                                    |
| S5    | Friedrichsdorf (Taunus) ↔ Frankfurt Süd                 | 1978–1990 | 29              | 17              | 39                 | 44                       | Homburger Bahn – City-Tunnel Frankfurt                                                                         |
| S6    | Friedberg (Hessen) ↔ Frankfurt Süd                      | 1978–1990 | 39              | 21              | 50                 | 47                       | Main-Weser-Bahn – Homburger Bahn – City-Tunnel Frankfurt                                                       |
| S7    | Riedstadt-Goddelau ↔ Frankfurt Hbf                      | 2002      | 35              | 10              | 36                 | 59                       | Riedbahn |
| S8    | Wiesbaden Hbf ↔ Mainz Hbf ↔ Offenbach Ost (↔ Hanau Hbf) | 1978–1995 | 70              | 28              | 84                 | 44                       | Mainbahn – Flughafen-S-Bahn – City-Tunnel Frankfurt – City-Tunnel Offenbach – Kinzigtalbahn                    |
| S9    | Wiesbaden Hbf ↔ Mainz-Kastel ↔ Hanau Hbf                | 2000      | 66              | 25              | 77                 | 52                       | Taunus-Eisenbahn – Mainbahn – Flughafen-S-Bahn – City-Tunnel Frankfurt – City-Tunnel Offenbach – Kinzigtalbahn |

## Járművek
Jelenlegi járművek:
- DB 420 sorozat
- DB 423 sorozat
- DB 430 sorozat

## Képgaléria

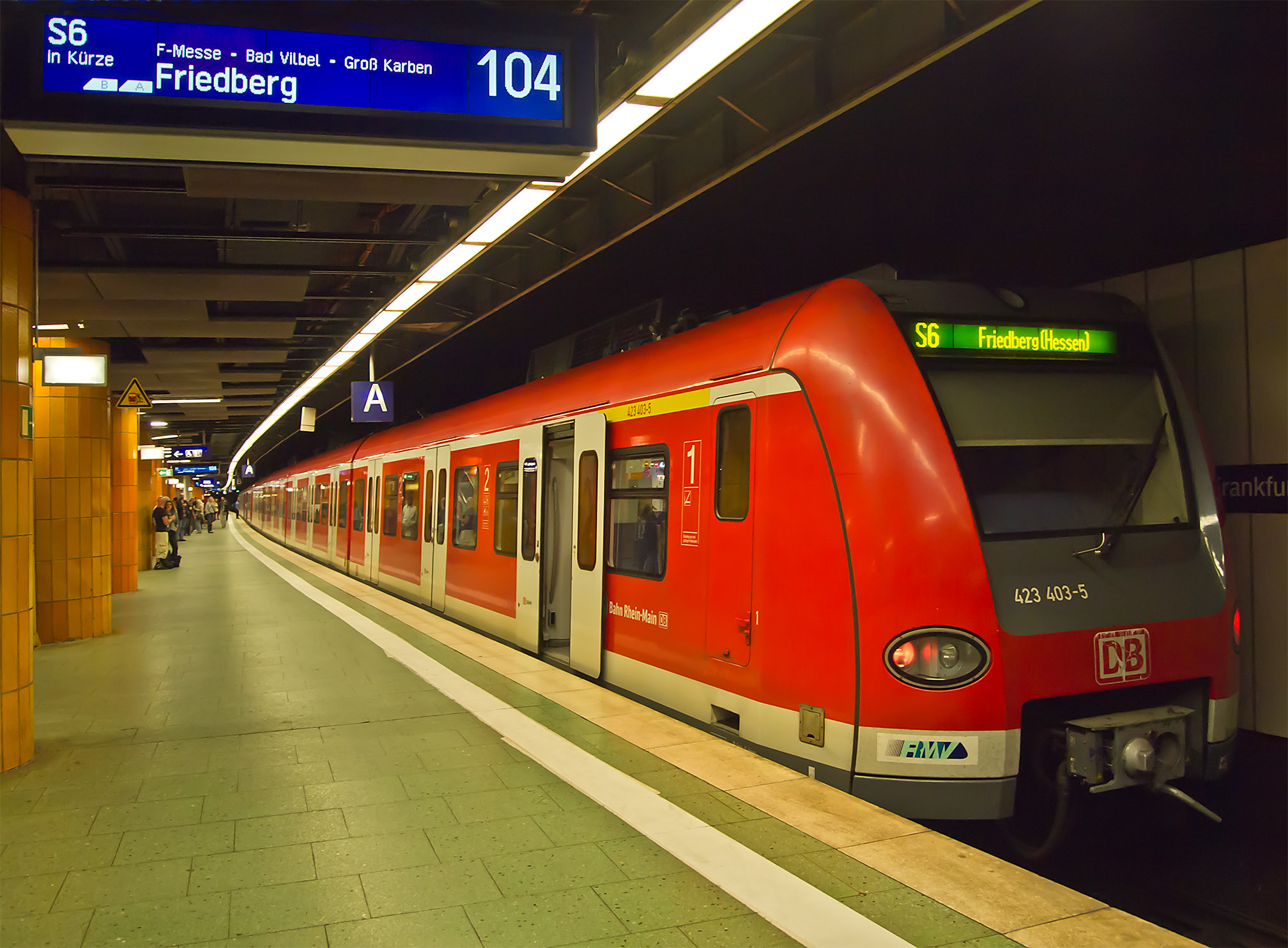
Az S6-os S-Bahn a főpályaudvar alatti mélyállomáson...
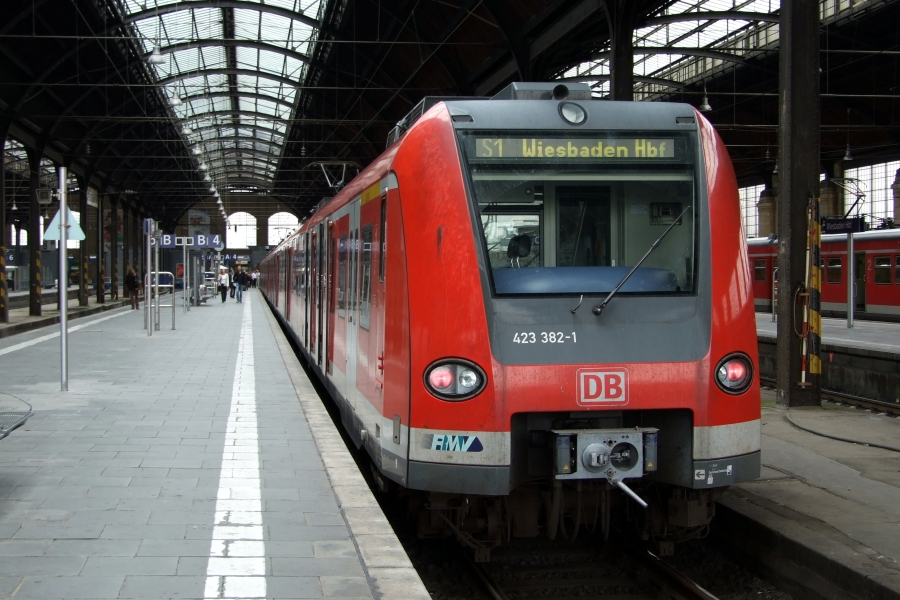
...és egy másik járat szerelvénye a csarnokban
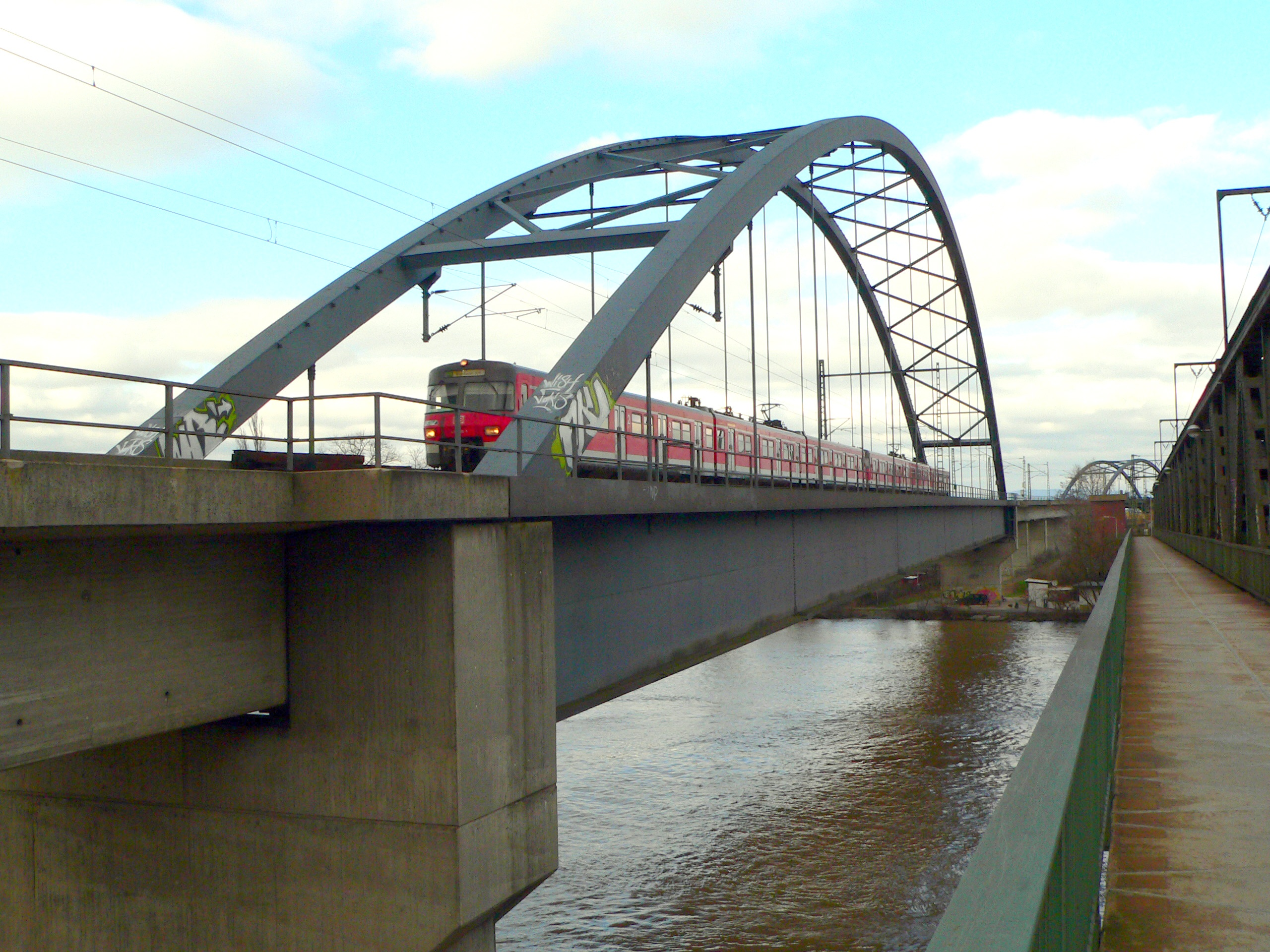
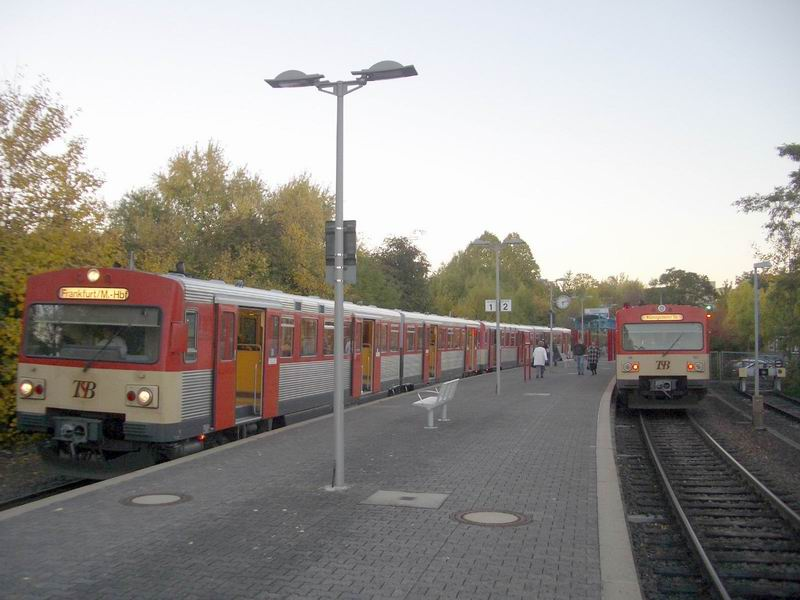
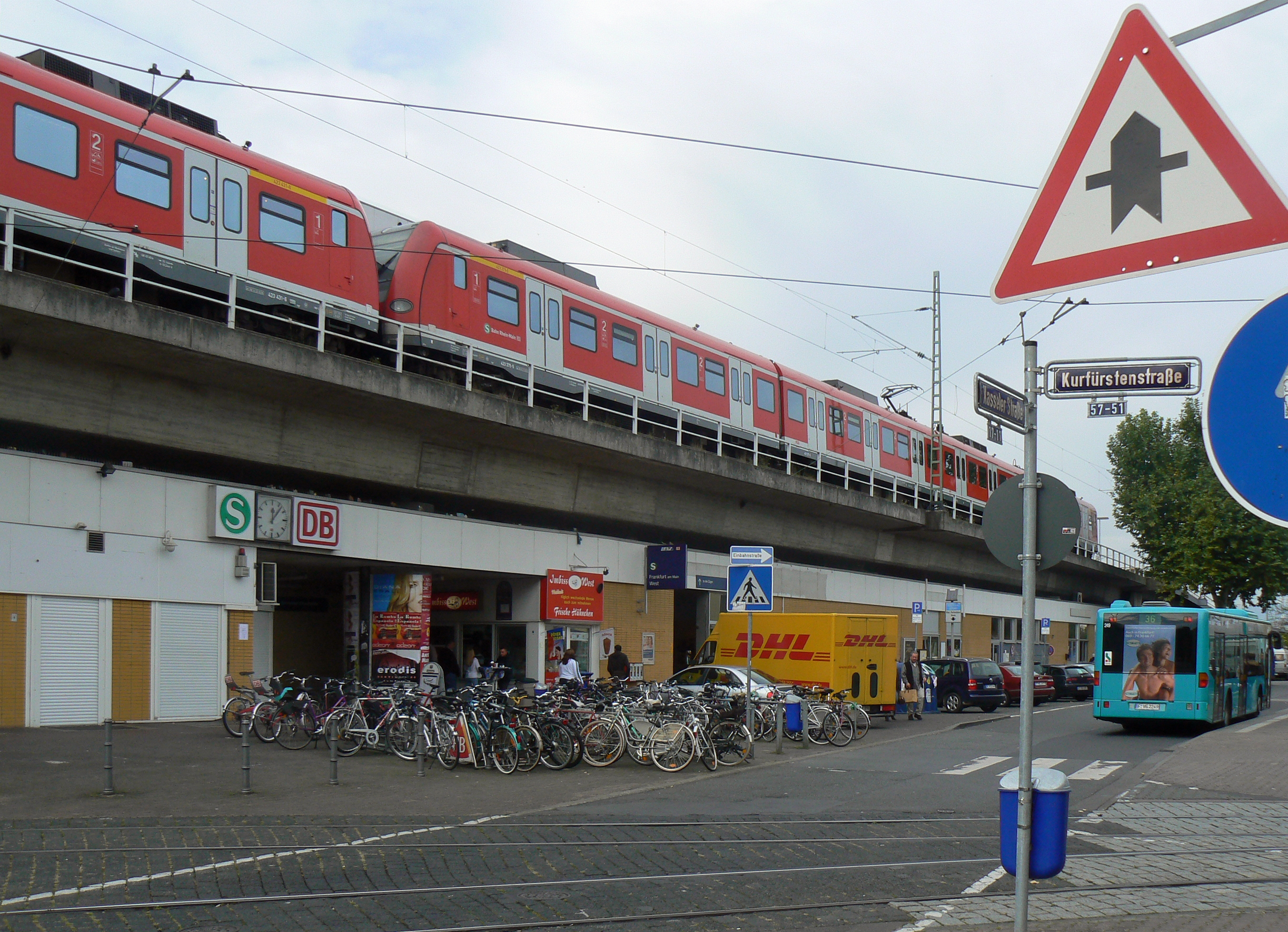
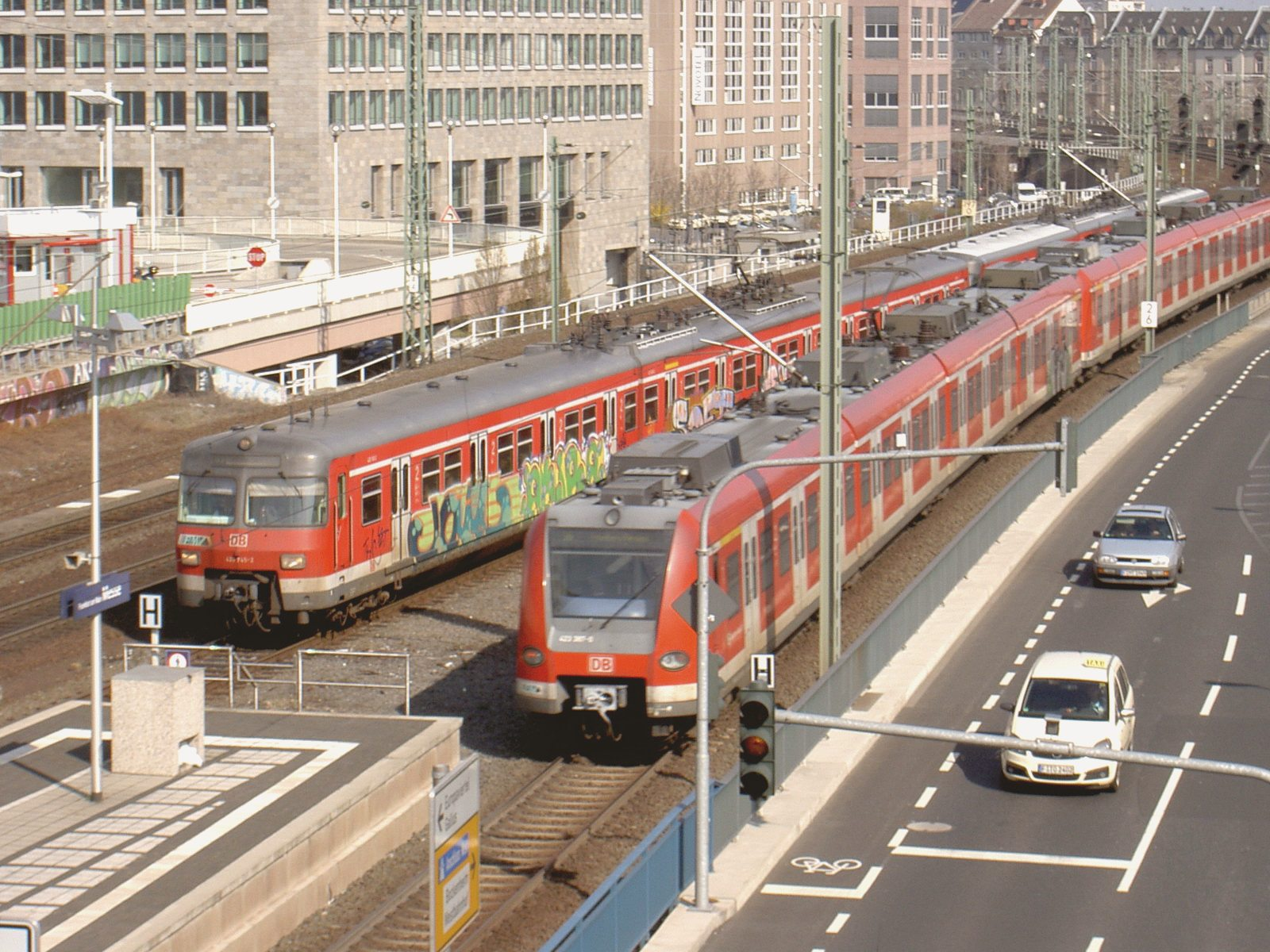
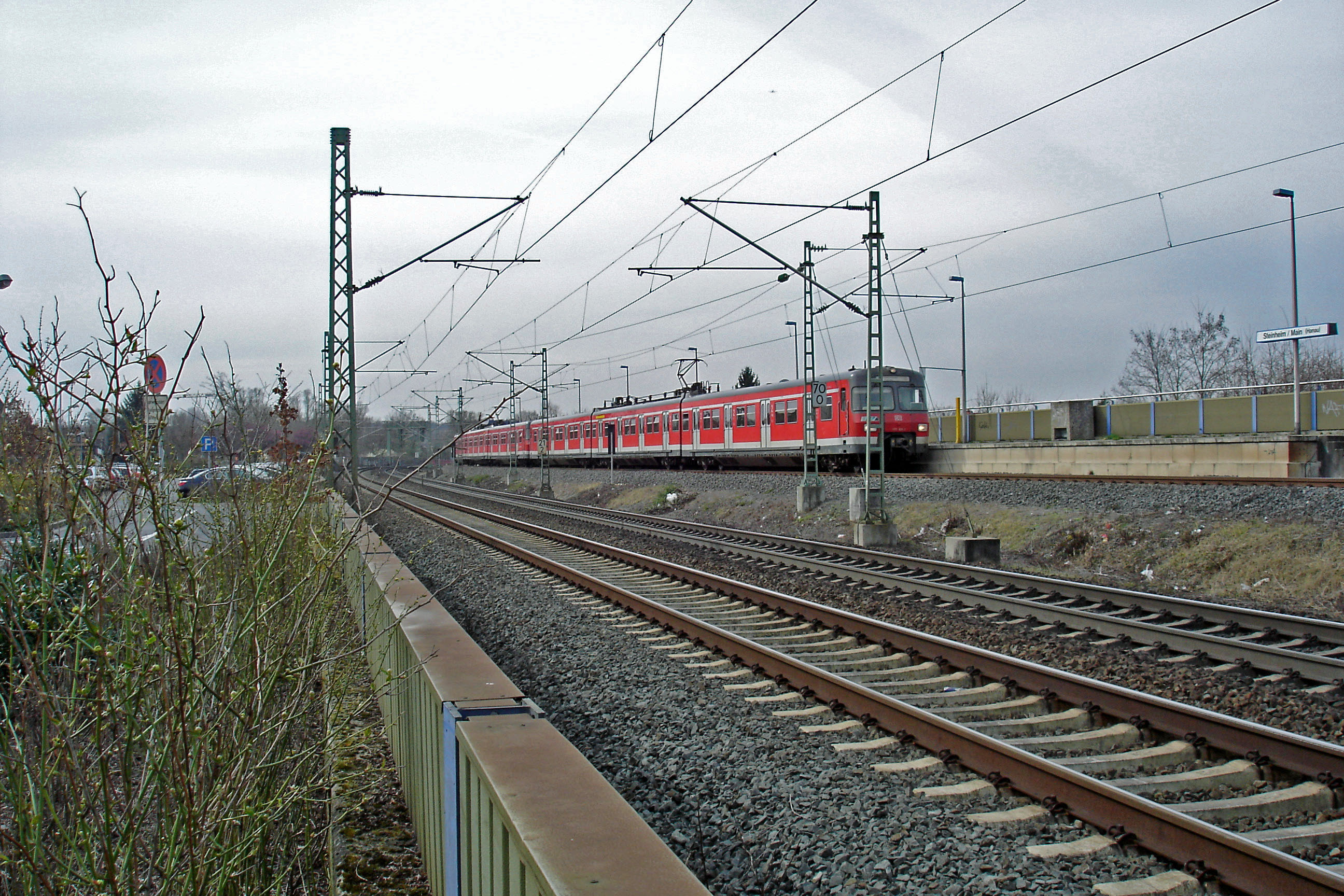
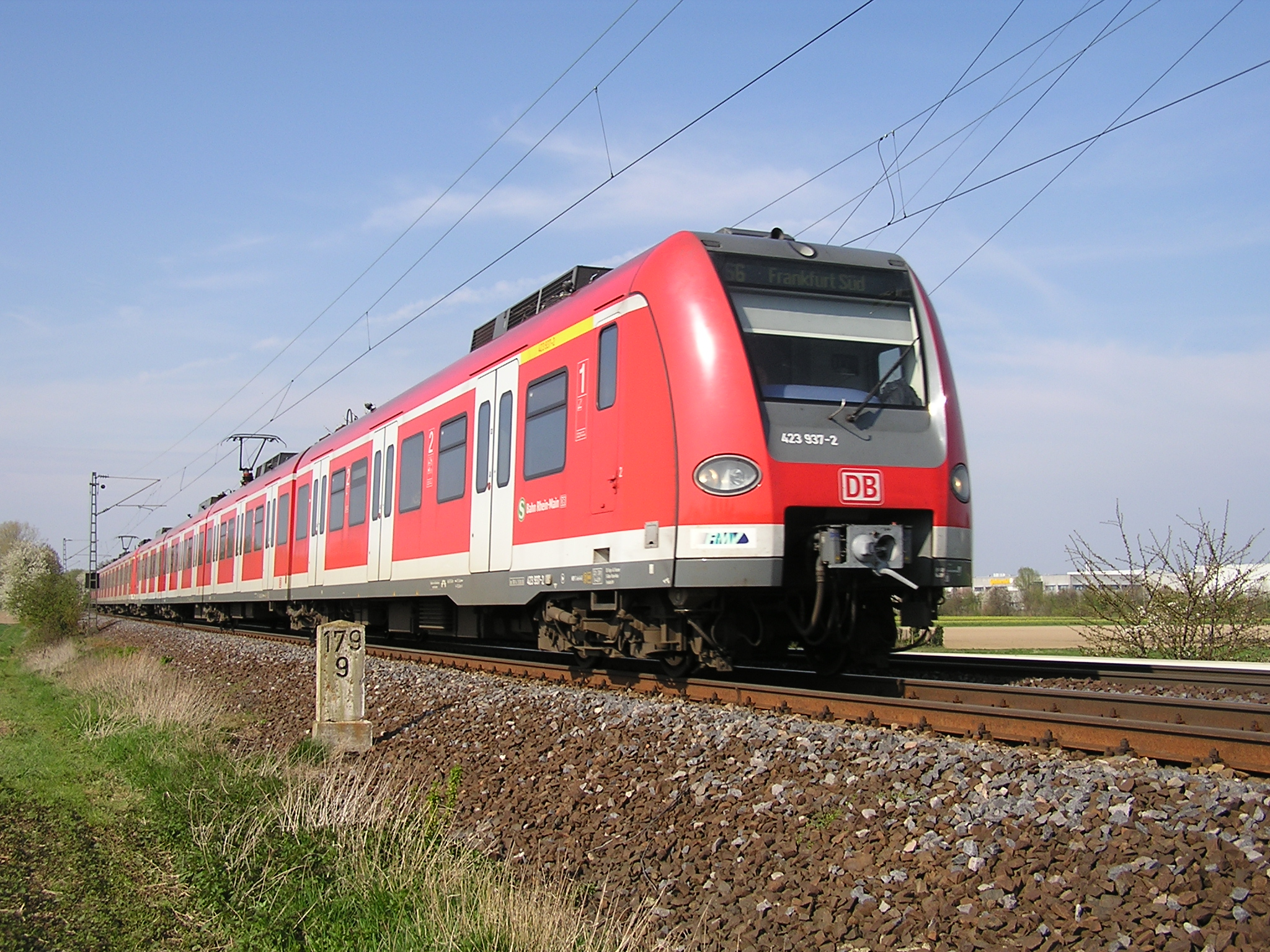